# Зверинаць
Зверинаць (хорв. Zverinac) — населений пункт у Хорватії, у Задарській жупанії у складі громади Сали.

## Населення
Населення за даними перепису 2011 року становило 43 осіб.
Динаміка чисельності населення поселення:

## Клімат
Середня річна температура становить 15,47 °C, середня максимальна – 25,80 °C, а середня мінімальна – 3,98 °C. Середня річна кількість опадів – 842 мм.
| Клімат поселення                              | Клімат поселення | Клімат поселення | Клімат поселення | Клімат поселення | Клімат поселення | Клімат поселення | Клімат поселення | Клімат поселення | Клімат поселення | Клімат поселення | Клімат поселення | Клімат поселення | Клімат поселення |
| Показник                                      | Січ.             | Лют.             | Бер.             | Квіт.            | Трав.            | Черв.            | Лип.             | Серп.            | Вер.             | Жовт.            | Лист.            | Груд.            |                  |
| Середній максимум, °C                         | 12,56            | 12,50            | 14,08            | 17,22            | 21,92            | 25,80            | 25,62            | 25,62            | 21,74            | 18,64            | 14,74            | 11,46            |                  |
| Середня температура, °C                       | 8,30             | 8,24             | 9,80             | 12,94            | 17,66            | 21,54            | 23,84            | 23,84            | 19,96            | 16,84            | 12,98            | 9,70             |                  |
| Середній мінімум, °C                          | 4,04             | 3,98             | 5,52             | 8,68             | 13,38            | 17,26            | 22,06            | 22,06            | 18,20            | 15,08            | 11,20            | 7,90             |                  |
| Норма опадів, мм                              | 72               | 60               | 60               | 64               | 60               | 53               | 29               | 50               | 95               | 105              | 104              | 90               |                  |
| Середньомісячна швидкість вітру, м/с          | 3.00             | 3.10             | 3.28             | 3.10             | 2.70             | 2.50             | 2.50             | 2.40             | 2.60             | 2.80             | 3.40             | 3.26             |                  |
| Середньомісячна сонячна радіація, кДж/м²·день | 4950             | 7781             | 11468            | 16349            | 20756            | 22938            | 24636            | 21297            | 15632            | 9949             | 5399             | 4232             |                  |
| --------------------------------------------- | ---------------- | ---------------- | ---------------- | ---------------- | ---------------- | ---------------- | ---------------- | ---------------- | ---------------- | ---------------- | ---------------- | ---------------- | ---------------- |
| Джерело:                                      |                  |                  |                  |                  |                  |                  |                  |                  |                  |                  |                  |                  |                  |